# Бейкер, Джинджер
Джи́нджер Бе́йкер (англ. Ginger Baker; настоящее имя — Пи́тер Э́двард Бе́йкер, англ. Peter Edward Baker; 19 августа 1939, Луишем, Лондон, Англия — 6 октября 2019) — британский музыкант и автор песен. Наиболее известен как барабанщик группы Cream.
В качестве специфики ударных Бейкера критики особенно выделяют яркость, насыщенность и зрелищность его игры. Особый шарм его роковой подаче придавало то, что музыкант на заре своей карьеры сформировался как джазовый барабанщик. Кстати, этот факт сильно повлиял на Джинджера Бейкера: он часто призывал причислять его именно к джазовым барабанщикам. Бейкер считается первым рок-музыкантом, использовавшим два басовых барабана вместо традиционного для того времени одного бас-барабана.
Играл на барабанной установке, состоящей из двух басовых барабанов, четырёх том-томов, малого барабана и девяти тарелок, сочетая сложные встречные и контр-ритмы. Он продолжил, с одной стороны, традиции знаменитых западноафриканских говорящих барабанов, а с другой — стиль Джина Крупы, Бадди Рича и других биг-бэндовых ударников свинговой эры, первым внеся в роковую музыку её ударную силу и виртуозность. Впоследствии, сотрудничая с Hawkwind, он привнёс в свой стиль элементы африканской музыки.
Занимает третье место в списке величайших барабанщиков всех времен журнала Rolling Stone 2016 года.

## Биография
Первым его инструментом была труба, затем стал играть на ударных. Дебютировал как профессиональный музыкант в джазовых ансамблях Эрика Вилка и Терри Лайтфута, затем в середине 1962 года сменил Чарли Уоттса в Blues Incorporated. В феврале 1963 года вместе с Грэмом Бондом и Джеком Брюсом создал Graham Bond Trio, которое позже превратилось в группу The Graham Bond Organisation, в которой играл более трёх лет. В начале 1966 года вместе с Эриком Клэптоном и Джеком Брюсом создал Cream. После распада Cream в 1968 году он играл с Эриком Клэптоном в недолго просуществовавшей группе Blind Faith.
Затем в январе 1970 года организовал в рамках стиля рок-фьюжн коллектив Ginger Baker's Air Force. В этом проекте приняли участие Стиви Уинвуд, Дэнни Лэйн, Крис Вуд, Рик Греч, Грэм Бонд и другие музыканты.
Следующий период в творчестве музыканта начался в 1974 году, когда он вместе с братьями Полом и Эндрю Гарвиц организовал команду Baker Gurvitz Army (распались в 1976). За время сотрудничества они создали три альбома, которые сейчас входят в золотой фонд музыкального хард-рок наследия. Споры по поводу стилевой принадлежности Baker Gurvitz Army ведутся музыкальными критиками до сих пор.
В 1994 году он присоединился к недолго просуществовавшему коллективу BBM, названием которого стала аббревиатура по заглавным буквам составивших его музыкантов — Джека Брюса, Джинджера Бэйкера и Гэри Мура.
В мае 2005 года трио Клэптон-Бэйкер-Брюс воссоединилось для серии выступлений в Нью-Йорке. Лондонские концерты трио были записаны и вышли впоследствии в качестве большого видео-концерта: Royal Albert Hall London May 2-3-5-6 2005.
В 2009 году Джинджер Бэйкер опубликовал автобиографию с весьма нескромным названием: Hellraiser. The autobiography of the World’s Most Famous Drummer. (Восставший из ада. Автобиография самого знаменитого в мире барабанщика).
6 октября 2019 скончался в возрасте 80 лет.

## Дискография[10][11]
Сольные альбомы
- Ginger Baker at His Best (1972)
- Stratavarious (Polydor, 1972)

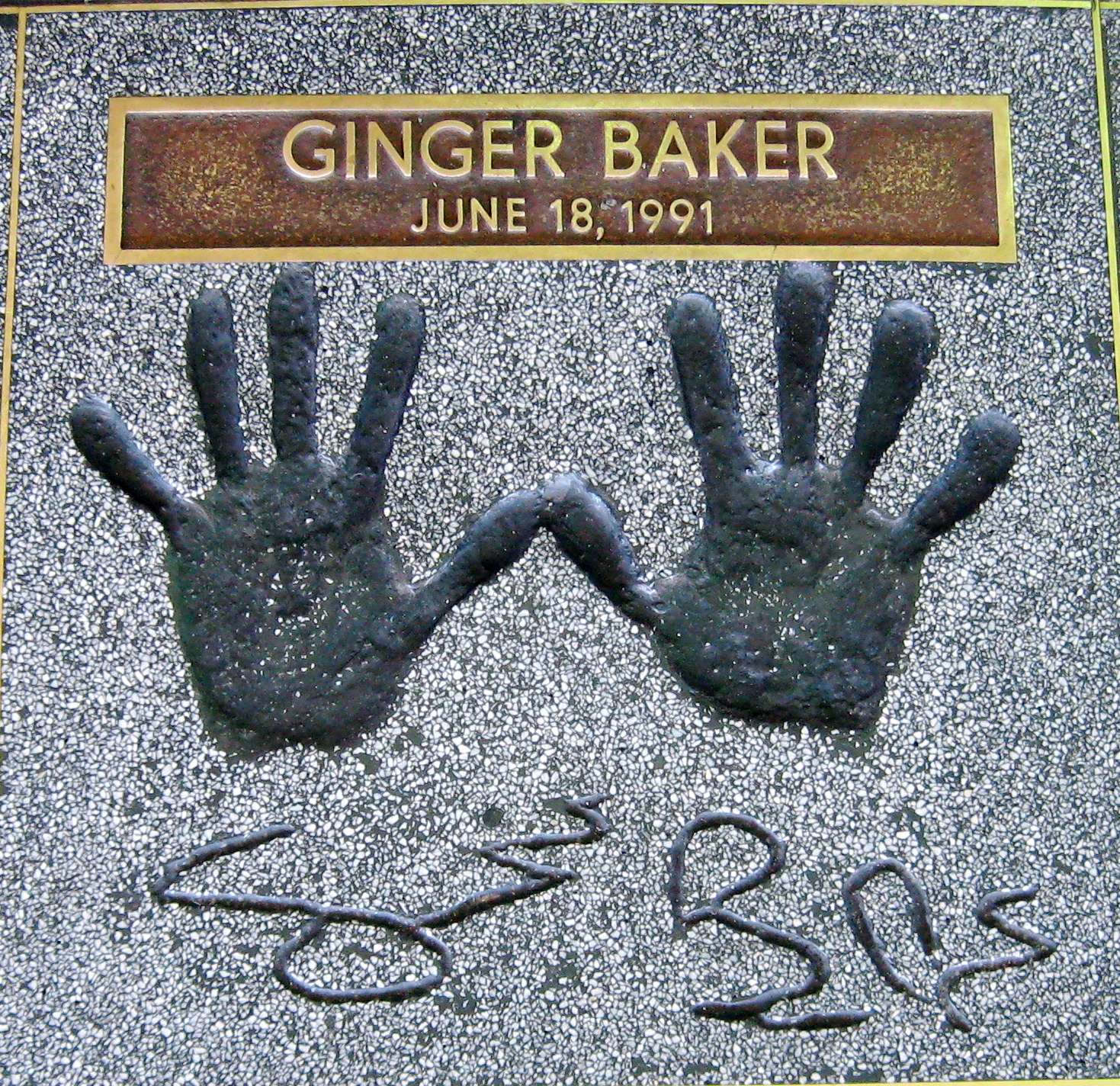
Отпечатки кистей рук Джинджера Бейкера на голливудской «Аллее славы».

- Ginger Baker & Friends (Mountain, 1976)
- Eleven Sides of Baker (Sire, 1977)
- From Humble Oranges (CDG, 1983)
- Horses & Trees (Celluloid, 1986)
- No Material (ITM, 1989)
- Middle Passage (Axiom, 1990)
- Unseen Rain (Day Eight, 1992)
- Ginger Baker’s Energy (ITM, 1992)
- Going Back Home (Atlantic, 1994)
- Ginger Baker The Album (ITM, 1995)
- Falling Off the Roof (Atlantic, 1996)
- Do What You Like (Polydor, 1998)
- Coward of the County (Atlantic, 1999)
- African Force (2001)
- African Force: Palanquin’s Pole (2006)
- Why? (2014)

Blind Faith
- Blind Faith (Polydor, 1969)

Cream
- Fresh Cream (Polydor 1966)
- Disraeli Gears (Polydor 1967)
- Wheels of Fire (Polydor 1968)
- Goodbye (Polydor 1969)
- Live Cream (Polydor 1970)
- Live Cream Volume II (Polydor 1972)
- BBC Sessions (2003)
- Royal Albert Hall London May 2-3-5-6 2005 (Reprise 2005)

The Storyville Jazz Men and the Hugh Rainey Allstars
- Storyville Re-Visited (1958) also featuring Bob Wallis and Ginger Baker

Alexis Korner’s Blues Incorporated
- Alexis Korner and Friends (1963)

Graham Bond Organisation
- Live at Klooks Kleek (1964)
- The Sound of ’65 (1965)
- There’s a Bond Between Us (1965)

Ginger Baker’s Air Force
- Ginger Baker’s Air Force (Atco, 1970)
- Ginger Baker’s Air Force II (Atco, 1970)

Baker Gurvitz Army
- Baker Gurvitz Army (Janus, 1974)
- Elysian Encounter (Atco, 1975)
- Hearts on Fire (Atco, 1976)
- Flying in and Out of Stardom (Castle, 2003)
- Greatest Hits (GB Music, 2003)
- Live in Derby (Major League Productions, 2005)
- Live (Revisited, 2005)

с Fela Kuti
- Fela’s London Scene (EMI, 1971) — uncredited
- Why Black Man Dey Suffer (African Sounds, 1971)
- Live! (Regal Zonophone, 1972)

с Hawkwind
- Levitation (Bronze, 1980)
- Zones (Flicknife, 1983)
- This Is Hawkwind, Do Not Panic (Flicknife, 1984)

с другими
- Album by Public Image Ltd (Elektra/Virgin, 1986)
- Unseen Rain with Jens Johansson and Jonas Hellborg (Day Eight, 1992)
- Sunrise on the Sufferbus by Masters of Reality (Chrysalis, 1992)
- Cities of the Heart by Jack Bruce (CMP, 1993)
- Around the Next Dream by Baker Bruce Moore[англ.] (Capitol, 1994)
- Synaesthesia by Andy Summers (CMP, 1996)